# Wet van 1895 op de gemeenteverkiezingen
Door de wet van 12 september 1895 op de gemeenteverkiezingen voerde de regering-De Burlet een aantal hervormingen door voor de Belgische gemeenteraadsverkiezingen.
De tot dan geldende wetgeving was het Kieswetboek van 18 mei 1872 en voordien de Gemeentewet van 1836. De wet op de gemeenteverkiezingen volgde kort na de hervormingen van het Kieswetboek van 12 april 1894 voor de parlementsverkiezingen.
De eed van voorzitters en bijzitters van kiesbureaus mocht in het Frans, Nederlands óf het Duits afgelegd worden.
De wet werd ingevoerd door de katholieke regering-De Burlet met minister van Binnenlandse Zaken Frans Schollaert.

## Wet van 11 april 1895
Eerst kwam er het wetsontwerp over de lijsten van gemeenteraadskiezers.
Bij de stemming in de Kamer op 3 april 1895 over het wetsontwerp over de lijsten van gemeenteraadskiezers, nam Armand Anspach-Puissant ontslag omdat hij niet in goed geweten voor algemeen stemrecht kon stemmen. Het amendement van liberaal Charles Magnette voor algemeen stemrecht werd verworpen (45 tegen 103). Het amendement van katholiek Joris Helleputte over de toegevoegde gemeenteraadsleden werd aangenomen (98 tegen 47).
Dit werd de wet van 11 april 1895.

### Algemeen meervoudig stemrecht
Alle Belgische mannen van minstens 30 jaar kregen stemrecht, een hogere leeftijdsgrens dan tot dan gold.
In tegenstelling tot het meervoudig stemrecht voor de Kamer, werd een vierde extra stem verleend aan alle huisvaders die een bepaalde cijns betaalden of in bezit waren van een goed met een kadastraal inkomen van minstens 150 frank.
Men moest ook drie jaar in de gemeente wonen alvorens men er stemrecht verkreeg

### Toegevoegde gemeenteraadsleden
In gemeenten met minstens 20.000 inwoners werden 4 tot 8 toegevoegde gemeenteraadsleden verkozen door nijverheidsbazen en door werklieden als twee afzonderlijke kiezerskorpsen. Deze verkiezing vond een week na de gewone gemeenteraadsverkiezing plaats (vierde zondag van oktober).
Dit systeem kwam er op voorstel van katholiek volksvertegenwoordiger Joris Helleputte (schoonbroer van minister Schollaert), ondanks tegenstand van socialisten en liberalen.

## Wet van 12 september 1895
Het volgende werd ingevoerd bij wet van 12 september 1895:
- De opkomstplicht
- Voor de zetelverdeling wordt zowel het meerderheidsstelsel behouden, als de evenredige vertegenwoordiging ingevoerd (voor de eerste keer in België).
- De raadsleden werden verkozen voor een termijn van acht jaar en de gemeenteraden werden om de vier jaar voor de helft herkozen. Er blijven dus twee "series" van raadsleden, maar de termijnen zijn verlengd.

### Zetelverdeling
Wanneer slechts één lid te kiezen is, is een absolute meerderheid nodig. Bij gebrek daaraan, wordt een tweede ronde (ballotage) gehouden.
Wanneer meerdere leden te kiezen zijn, worden de kandidaten met absolute meerderheid verkozen. Bij gebrek daaraan, wordt de evenredige vertegenwoordiging toegepast.
De evenredige vertegenwoordiging, dat in principe de methode-D'Hondt hanteert, werd afgeremd door een kiesdrempel. Naargelang het aantal te verkiezen zetels, moest een lijst minstens een aantal stemmen halen vooraleer deze in aanmerking kwam voor een zetel:
- Voor verkiezingen tot 3 zetels: minstens één derde van de stemmen
- Voor verkiezingen van 4 tot 6 zetels: één vierde van de stemmen
- voor verkiezingen van 7 tot 12 zetels: één vijfde van de stemmen
- Voor verkiezingen van meer dan 12 zetels: één zesde van de stemmen

De evenredige vertegenwoordiging zou in 1899 en 1902 in minder dan de helft van de gemeenten worden toegepast.

### Inhoudstafel
- Titel 1: Van de kiescolleges en -burelen
- Titel 2: Van de kiesverrichtingen
  - Hoofdstuk 1: Van de kandidaturen en stembrieven
  - Hoofdstuk 2: Van de inrichting der burelen en van de stemming
  - Hoofdstuk 3: Van de stemopneming
- Titel 3: Van de verkiezing der toegevoegde gemeenteraadsleden
- Titel 4: Van de stemverplichting en van de straffen
- Titel 5: Van de verkiesbaarheid en van de onverenigbaarheden
- Titel 6: Organieke bepalingen

## Toepassing
De wetten werden slechts toegepast voor de volgende verkiezingen: november 1895 (integrale vernieuwing), oktober 1899 (serie 1), oktober 1903 (serie 2), oktober 1907 (serie 1) en oktober 1911 (serie 2).
Na de Eerste Wereldoorlog werd de kieswetgeving opnieuw grondig aangepast, met de wet op de gemeentelijke verkiezingen van 15 april 1920. In 1932 zou de Gemeentekieswet er komen.